# Sete frases de Jesus na cruz

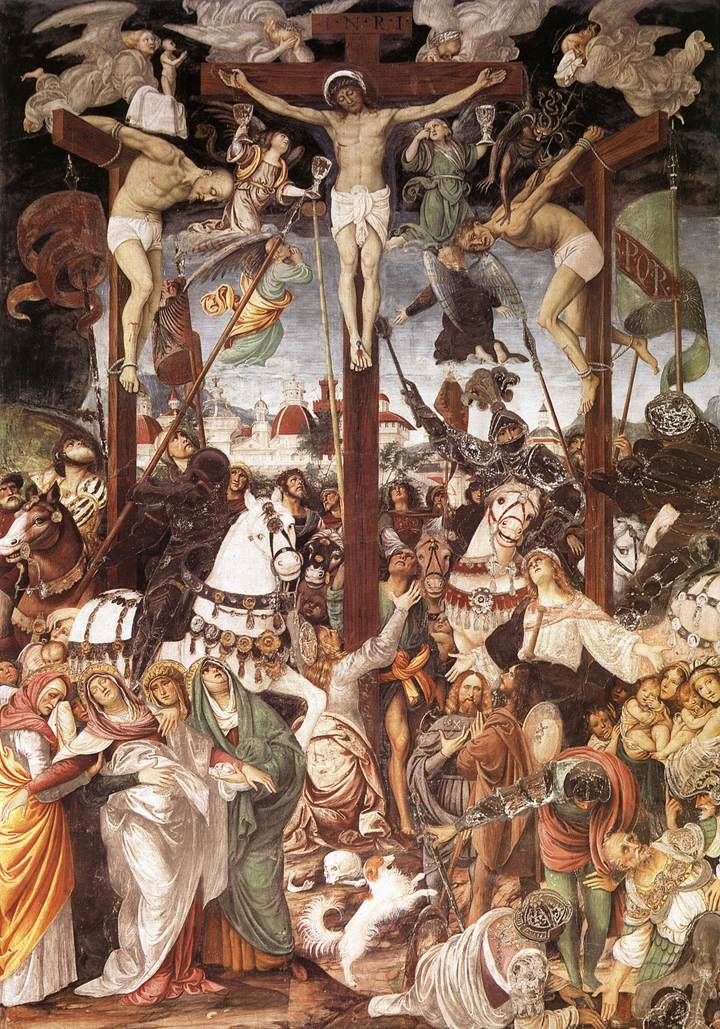
Gaudenzio Ferrari: Crucificação (1513)

As sete frases de Jesus na cruz são uma coleção de sete breves frases segundo a tradição pronunciadas por Jesus durante sua crucificação. Estas frases - ou palavras, em seu sentido lato - são objeto de uma devoção especial e de meditação principalmente durante a Semana Santa, entre os Cristãos, e foram recolhidas dos Evangelhos. Sua ordem e expressão variam ligeiramente entre os diversos Evangelhos, e seu conjunto completo não é encontrado em nenhum deles.
| Frases de Jesus na cruz                                  | Mateus | Marcos | Lucas | João     | Salmos |
| -------------------------------------------------------- | ------ | ------ | ----- | -------- | ------ |
| Pai, perdoai-os porque eles não sabem o que fazem.       |        |        | 23:34 |          |        |
| Em verdade eu te digo hoje estarás comigo no Paraíso.    |        |        | 23:43 |          |        |
| Mulher, eis aí o seu filho. e Eis aí tua mãe.            |        |        |       | 19:26–27 |        |
| Elí, Elí, lama sabactani? ou Eloï, Eloï, lama sabactani? | 27:46  | 15:34  |       |          | 22:1   |
| Tenho sede.                                              |        |        |       | 19:28    |        |
| Está consumado.                                          |        |        |       | 19:30    |        |
| Pai, em tuas mãos entrego meu espírito.                  |        |        | 23:46 |          | 31:6   |

## Primeira frase
"Pai, perdoai-os porque eles não sabem o que fazem." (Lucas 23:34).
Esta primeira frase foi dita em forma de prece para que Deus perdoasse a ignorância daqueles que o crucificavam: os soldados romanos e a multidão que o acusava. Reflete e confirma uma exortação anterior de Jesus, quando instava a seus seguidores que amassem e perdoassem seus inimigos (Mateus 5:44). Alguns manuscritos antigos omitem a menção àquela frase, pois verdadeiramente Jesus sabia que eles estavam agindo sem pensar.

## Segunda frase
"Em verdade eu te digo hoje estarás comigo no Paraíso." (Lucas 23:43).
No momento em que Jesus é crucificado, dois ladrões também o são, e suas cruzes se erguem ladeando a de Jesus. O ladrão à sua direita reconhece sua inocência, e pede que seja lembrado quando Jesus entrar em seu Reino, e Jesus lhe responde daquela forma. A versão original nos manuscritos gregos não traz pontuação, permitindo alguma confusão de sentidos pelo possível deslocamento da prosódia, gerando a alternativa "Em verdade eu te digo, hoje estarás comigo no Paraíso". Alguns manuscritos dos séculos posteriores contêm pontuação, mas com a variação da posição da vírgula. Esta dubiedade tem sido causa de debates entre católicos e protestantes sobre a existência ou não de um estágio intermediário entre a vida física e o Paraíso, chamado de Purgatório. Aparentemente, a aceitação da versão sem pausa após hoje, como consta no subtítulo, exime o chamado Bom Ladrão de uma passagem pelo Purgatório, e tem sido invocada para os protestantes negarem sua existência. Por outro lado, da perspectiva católica, o fato de o ladrão penitente ter "abraçado sua cruz" ainda em vida o eximiria, de qualquer maneira, da necessidade de purificação póstuma. 

## Terceira frase
"Mulher Eis aí o seu filho...Então disse ao discípulo: Eis aí tua mãe...   " (João 19:26–27).
Jesus, do alto da cruz, contempla os poucos amigos que o seguiram até o Calvário, e com aquelas palavras confia seu discípulo (cujo nome não é citado, mas crê-se que seja João) aos cuidados de sua mãe Maria, e ela a ele. A Igreja Católica costuma tomar esta incumbência simbolicamente, como Maria sendo entregue a toda a Igreja nascente, como imagem de sua maternidade universal, e como uma prova de que ela não tinha outros filhos, que poderiam cuidar dela. Se eles existissem, tal afiliação seria considerada insultuosa aos negligenciados irmãos de Jesus, no contexto da cultura judaica do século I.[carece de fontes?]

## Quarta frase
"Elí, Elí, lama sabactani? (Deus, meu Deus, por que me abandonaste?)" (Mateus 27:46 e Marcos 15:34).
Esta frase é uma que se destaca no conjunto, por ter sido a única registrada tanto por Marcos como por Mateus, e por ter sido transmitida a nós em uma outra língua, o aramaico. A expressão dita por Jesus é parte do Salmo 22, onde o salmista demonstra o sentimento de abandono em resposta ao silêncio de Deus, porém com o continuar do mesmo Salmo o autor declara a certeza e a confiança de que Deus o ouve e está presente entre o povo. Assim, Jesus não declara que o Pai se se omite diante do sofrimento do Filho, mas pelo contrário demonstra total confiança no Pai.[carece de fontes?]. 

## Quinta frase
"Tenho sede". (João 19:28)
Aqui fica patente a natureza humana de Jesus, não era uma reclamação ou um pedido, mas uma afirmação clara de que Ele era de carne e osso, tinha fome e sede como todos os humanos. E, é por isso, que Ele se compadece de nós, pois Ele conhece todas as nossas dores (Hebreus 4:14–15)

## Sexta frase
"Está consumado" (João 19:30)
Jesus declara que tudo o que devia ser feito foi cumprido e é interpretada como um sinal de que a obra de salvação se tornará eficaz por intermédio de seu sacrifício em prol de todos os homens[carece de fontes?].

## Sétima frase
"Pai, em tuas mãos entrego meu espírito". (Lucas 23:46)
Terminada sua agonia, Jesus se abandona aos cuidados de seu Pai e, assim fazendo, expira.

## As sete frases na cultura
Este ciclo de frases foi tomado como ponto de partida para diversas criações musicais de importantes compositores eruditos, das quais as mais notáveis são:
- As sete palavras de Jesus Cristo na Cruz, oratório de Heinrich Schütz
- As sete últimas palavras de nosso Salvador, um oratório e uma versão para vozes e quarteto de cordas, de Joseph Haydn
- As sete últimas palavras de nosso Salvador, um oratório de Saverio Mercadante
- As sete últimas palavras de Cristo, de César Franck

Os compositores Théodore Dubois, Sofia Gubaidulina, James MacMillan e Ruth Zechlin também deixaram obras sobre este tema.